# Кольонія-Вонсево
Кольонія-Вонсево (пол. Kolonia Wąsewo) — село в Польщі, у гміні Радзеюв Радзейовського повіту Куявсько-Поморського воєводства.
Населення — 80 осіб (2011).
У 1975-1998 роках село належало до Влоцлавського воєводства.

## Демографія
Демографічна структура станом на 31 березня 2011 року:
|          | Загалом | Допрацездатний вік | Працездатний вік | Постпрацездатний вік |
| -------- | ------- | ------------------ | ---------------- | -------------------- |
| Чоловіки | 44      | 9                  | 29               | 6                    |
| Жінки    | 36      | 7                  | 21               | 8                    |
| Разом    | 80      | 16                 | 50               | 14                   |